# Le Réseau Shelburn
Pour plus de détails, voir Fiche technique et Distribution.
Le Réseau Shelburn est un film dramatique français écrit et réalisé par Nicolas Guillou, sorti en 2019.

## Fiche technique
- Titre original : Le Réseau Shelburn
- Réalisation et scénario : Nicolas Guillou
- Décors : Jean-Jacques Le Guilloux, Xavier Bouget, Hubert Boizard, Jean-Pierre Montagne et Pierrick Le Guilloux
- Costumes : Gisèle Kergoët et Monique Bondoux
- Photographie : Nicolas Guillou
- Montage : Nicolas Guillou et Alexandra Robert
- Musique : Jean-Marc Illien
- Producteur :
- Société de production : Les Mémoires de l'Histoire
- Sociétés de distribution : Vent d'Ouest Distribution
- Pays d'origine :  France
- Langue originale : français
- Format : couleur
- Genre : drame
- Durée : 140 minutes
- Dates de sortie :
  - France :
    - 5 octobre 2019 (Trégueux)
    - 22 janvier 2020 (en salles)

## Distribution
- Alexandra Robert : Marie-Thérèse Le Calvez
- Laurent Chandemerle : Léon Dumais
- Thomas Blanchet : François Le Cornec
- Brice Ormain : André
- Éric Simonin : le sous-officier allemand Ulrich
- Boris Sirdey : l'officier allemand Hans
- Antoine Michel : Raymond Labrosse
- Mickaël Viguier : Pierre Huet
- Sophie Neveu : Suzanne
- Adeline Zarudiansky : Mme Georges
- Laetitia Vercken : la secrétaire de M. Morin
- Jérome Lelongt: Aviateur